# Kristine Mejia
Kristine Majia is een Amerikaanse actrice, filmregisseuse en scenarioschrijfster.

## Biografie
Majia heeft vier rollen gespeeld in een televisieserie en drie films. Het meest bekend is zij met haar rol in de televisieserie Beverly Hills, 90210 als Dana (1994-1995). Hiernaast heeft ze als filmregisseuse een documentaire gemaakt Empire of Dreams: The Story of the 'Star Wars' Trilogy in 2004. Als scenarioschrijfster heeft ze de film N'Gopp geschreven in 2002.  

## Filmografie[1]
- 1999 Final Voyage – als Tracey – film
- 1999 Little Heroes – als Shelly Burton – film
- 1998 A Bold Affair – als Heather – film
- 1994 – 1995 Beverly Hills, 90210 – al Dana – televisieserie (4 afl)

## Referentie/Bron
1. ↑  (en)   Kristine Mejia in de Internet Movie Database